# 선데이 뮤즈
선데이 뮤즈(Sunday Muse, 1982년 ~ )는 캐나다의 배우이자 성우이다.

## 영화
- 별나라 친구 올리 (2002–2003) - 빙키/보기 봇 역
- 내 친구 아서 (2004)
- 슈팅 바쿠간 (2008–2009)
- Total Drama: Pahkitew Island[1] (2014) - 엘라 역